# حرکت ورای سرعت نور

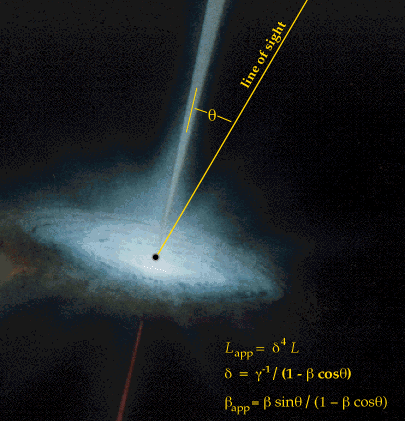
حرکت ورای سرعت نور

حرکت ورای سرعت نور انگلیسی: Superluminal motion، در اخترشناسی عنوان حرکتی است که ظاهراً سریع‌تر از نور است که در برخی از کهکشان‌های رادیویی، اشیای بی‌ال لک، اختروشها، بلیزرها و اخیراً در برخی منابع کهکشانی نام ریزاختروش‌ها نیز دیده می‌شود. پذیرفته شده که همهٔ این منابع دارای یک سیاهچاله باشند، که مسئول تخلیهٔ جرم در سرعت‌های بالا هستند. اکوی نور نیز می‌تواند توهم حرکت ورای سرعت نور را سبب شود.

## توجیه
این پدیده به‌وسیلهٔ جت‌هایی با سرعتی بسیار نزدیک سرعت نور در زاویه بسیار کوچکی نسبت به ناظر به وجود آمده‌است. از آن‌جا که جت‌های با سرعت بالا نور را در هر نقطه از مسیر خود منتشر می‌کنند، نوری که آن‌ها می‌فرستند سریع‌تر از نور خود جت به ناظر نمی‌رسد. این باعث می‌شود که نور بیش از صدها سال در سفر جت، صدها سال نوری فاصله را بین جلوی آن (اولین نور منتشر شده) و انتهای آن (آخرین نور منتشر شده) نداشته‌باشد؛ بنابرین «قطار نور» کامل در طول زمان بسیار کمتری (ده یا بیست سال) به ناظر رسیده؛ توهم حرکت ورای سرعت نور.
این توضیح وابسته به تشکیل زاویهٔ به‌اندازه ی کافی باریکی بین خط دید بیننده و جت برای بیان درجه ی حرکت ورای سرعت نوری در یک مورد خاص است.
حرکت ورای سرعت نور غالباً در دو جت در جهت مخالف باهم دیده می‌شود، که یکی به سمت زمین و دیگری به دور از آن در حرکت است. اگر تأثیر داپلر در هر دو منبع مشاهده می شود، سرعت و فاصله می‌تواند مستقل از مشاهدات دیگر تعیین شود.